# 加里塔 (新墨西哥州)
加里塔（英語：Garita）是位於美國新墨西哥州聖米格爾縣的非建制地區。

## 歷史
加里塔的郵局自1919年營運至今。

## 地理
加里塔所處的海拔為高於海平面1355米（即4445英呎），而該地所採用的時區為UTC-7，即北美山地时区（MST）。同時該地設有夏令時間，為UTC-7調快一小時，即UTC-6（MDT）。